# Gibbacousteau
Gibbacousteau is een geslacht van weekdieren uit de klasse van de Gastropoda (slakken).

## Soort
- Gibbacousteau jacquesi Espinosa & Ortea, 2013